# Dipylidiose

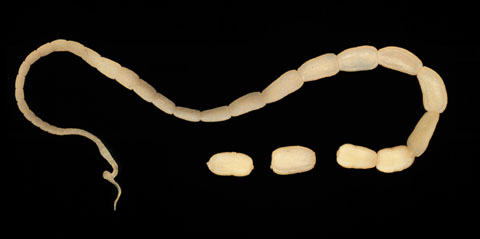
Ténia adulte de Dipylidium caninum.

La dipylidiose est un téniasis dû à Dipylidium caninum, petit cestode de 30 à 50 cm de long dont la larve est un parasite des puces et des poux, la forme adulte est un parasite de l'intestin grêle du chien et du chat.
Les enfants vivant en promiscuité avec des chiens et/ou chats peuvent avaler des puces et ainsi être infectés par ce ténia. La parasitose est sans doute dans la plupart des cas non detectée, car sa symptomatologie est en général très discrète.

## Diagnostic
Il se fait par la découverte dans les selles des capsules ovifères, et/ou par l'observation de l'expulsion des segments ovigères. 

## Soins
Ce ténia, mal adapté au milieu intestinal humain, ne s'y fixe "qu'à regret", l'abandonnant spontanément ou à la moindre incitation (simple lavement ou ténifuge léger).